# Steller Tamás
Steller Tamás (szlovákul: Tomáš Šteler; Nagyszabos, Gömör megye, 1640, – Besztercebánya, 1715.) evangélikus tanár és lelkész volt a 17. században.

## Életpályája
Miután tanulmányait befejezte a wittenbergi egyetemen, Besztercebányán lett  iskolaigazgató. Itt dolgozott 1673-ig, amikor a pozsonyi rendkívüli törvényszék elé idézték; előbb Lipótváron volt bebörtönözve, ahol az egyik barátjához titokban irt (vagy egyik barátjától kapott), de a várparancsnok kezéhez jutott levél miatt kegyetlenül megverték, annyira, hogy a pálcaütések alatt ruhája lefoszladozott testéről. A sebeiből felépült Steller Tamást is a nápolyi gályákra vitték. Szabadulása után Wittenbergbe ment és ott tartózkodott 1684-ig, amikor Besztercebányára hívtál lelkésznek. Látása romlott, ezért hivatásáról kénytelen volt lemondani. Visszavonulva, teljesen megvakulva élt ugyancsak Besztercebányán 1715-ben bekövetkezett haláláig.

## Művei
- An Universale et Singulare Sit Peculiaris Disjuncta Entis Affectio? Leutschoviae, 1665
- In Disputatione Pneumatices Qvinta, e Partis ejus propriae Sectione Prima, exhibente Theologiam naturalem, Spiritus Infiniti Existentiam asserturus est publice Praeside M. Simone Frid: Frenzelio… 1667. Wittenberg
- Theologia Naturali Existentiam Spiritus Infiniti, Qvi est Deus… Sub Praesidio… Simon Friderici Frenzelii. Uo. 1667.
- Exercitatio Theologica De Triplicis Spiritus S. Gratiae, Vocantis, Justificantis Et Conservantis Quidditate & Diversitate, quam… Praeside… Abraham Calovio… Publice ventilandam proponit… Uo. 1667.
- Disputatio Theologica in Symbolum Apostolicum De Vita Aeterna, Quam… Sub Praesidio… Johannis Deutschmann… defendet. Uo. 1667.
- Dissertatio de voto Jacobi Ger. XXVIII. (Wittenberg, 1668);
- Gemina Dissertatione Theologica, Vanam & Veram Pseudo-Vereque Christianorum Religionem, Jacobi I, 26. & 27. descriptam… Praeside… Abrahamo Calovio… publice exponit… Uo. 1680.
- Priore Dissertatione Theologica. Vanam Pseudo-Cristianorum Religionem, Jacobi I, 26. descriptam… Praeside… Abrahamo Calovio… publice exponit… Uo. 1680. Posteriore Dissertatione Theologica… Jacobi I, 27. descriptam… exponit. Uo. (Ez különbözik az előbbeni munkától.)